# The Ghost of Tom Joad
《The Ghost of Tom Joad》는 미국의 싱어송라이터 브루스 스프링스틴의 열한 번째 스튜디오 음반이자 두 번째 어쿠스틱 음반이다. 이 음반은 1995년 11월 21일, 컬럼비아 레코드를 통해 발매되었다. 이 음반은 캘리포니아주 로스앤젤레스에 있는 스프링스틴의 홈 스튜디오인 스릴 힐 웨스트에서 녹음되고 믹싱되었다.
1995년 E 스트리트 밴드와의 스튜디오 재결합과 《Greatest Hits》 발매 이후, 스프링스틴의 작업 활동은 크게 증가했다. 그는 1995년 3월과 9월 사이에 음반을 쓰고 녹음했다. 이 음반은 7개의 솔로 트랙과 5개의 밴드 트랙으로 구성되어 있다.
《The Ghost of Tom Joad》는 미국 빌보드 200 차트에서 첫 주에 107,000장이 팔리며 11위로 데뷔했다. 이 음반은 1997년 그래미 어워드 최우수 컨템포러리 포크 앨범상을 수상했다.

## 평가 및 구성
| 전문가 평가          | 전문가 평가 |
| 평가 점수            | 평가 점수   |
| 출처                 | 점수        |
| -------------------- | ----------- |
| AllMusic             | [ 2 ]       |
| Entertainment Weekly | B−          |
| The Guardian         | [ 4 ]       |
| Houston Chronicle    | [ 5 ]       |
| Los Angeles Times    | [ 6 ]       |
| NME                  | 9/10        |
| Pitchfork            | 7.6/10      |
| Q                    | [ 9 ]       |
| Rolling Stone        | [ 10 ]      |
| USA Today            | [ 11 ]      |

《The Ghost of Tom Joad》은 대부분 호평을 받았다. 《롤링 스톤》의 미칼 길모어는 이 음반을 "10년 만에 가장 훌륭한 음반"이라며 "이 10년 만에 우리에게 준 가장 용감한 작품 중 하나"라고 평가했다. 하지만, 이 음반은 빌보드 200에서 11위에 그쳐 스프링스틴의 미국 내 8개의 연속 톱 5 정규 음반들을 깼다.
이 음반은 주로 어쿠스틱 기타 작업이 주를 이루며 대부분의 트랙의 가사는 1990년대 중반 미국과 멕시코에서의 삶을 침울하게 반영하고 있다. 톰 조드의 캐릭터는 대공황의 경제적 어려움을 배경으로 한 존 스타인벡의 1939년 퓰리처상 수상작인 《분노의 포도》에서 미국인의 의식에 들어갔다. 이것은 헨리 폰다 주연의 영화 버전을 낳았고, 이 영화는 포크 가수 우디 거스리가 〈The Ballad of Tom Joad〉를 쓰도록 영감을 주었다.
이 음반의 발매에 이어 스프링스틴의 솔로 어쿠스틱 Ghost of Tom Joad Tour가 1995년부터 1997년까지 진행되었으며 대부분 소규모 공연장에서 진행되었다.

## 곡 목록
모든 곡들은 브루스 스프링스틴에 의해 작사/작곡하였다.
| #   | 제목                              | 재생 시간 |
| --- | --------------------------------- | --------- |
| 1.  | 〈The Ghost of Tom Joad〉         | 4:23      |
| 2.  | 〈Straight Time〉                 | 3:25      |
| 3.  | 〈Highway 29〉                    | 3:39      |
| 4.  | 〈Youngstown〉                    | 3:52      |
| 5.  | 〈Sinaloa Cowboys〉               | 3:51      |
| 6.  | 〈The Line〉                      | 5:14      |
| 7.  | 〈Balboa Park〉                   | 3:19      |
| 8.  | 〈Dry Lightning〉                 | 3:30      |
| 9.  | 〈The New Timer〉                 | 5:45      |
| 10. | 〈Across the Border〉             | 5:24      |
| 11. | 〈Galveston Bay〉                 | 5:04      |
| 12. | 〈My Best Was Never Good Enough〉 | 2:00      |

## 인증
| 국가                                                  | 인증     | 판매량/출하량 |
| ----------------------------------------------------- | -------- | ------------- |
| 오스트레일리아 (ARIA)                                 | 골드     | 35,000^       |
| 오스트리아 (IFPI 오스트리아)                          | 골드     | 25,000*       |
| 브라질 (Pro-Música Brasil)                            | 골드     | 100,000*      |
| 캐나다 (뮤직 캐나다)                                  | 골드     | 50,000^       |
| 프랑스 (SNEP)                                         | 골드     | 100,000*      |
| 이탈리아                                              | —        | 200,000       |
| 노르웨이 (IFPI 노르웨이)                              | 골드     | 25,000*       |
| 스페인 (PROMUSICAE)                                   | 플래티넘 | 100,000^      |
| 영국 (BPI)                                            | 골드     | 100,000^      |
| 미국 (RIAA)                                           | 골드     | 500,000^      |
| 요약                                                  |          |               |
| 유럽 (IFPI)                                           | 플래티넘 | 1,000,000*    |
| *판매량을 기반으로 한 인증 ^출하량을 기반으로 한 인증 |          |               |